# Русов (Волынская область)
Русов (укр. Русів) — село в Устилугской городской общине Владимирского района Волынской области Украины.
Население по переписи 2001 года составляет 130 человек. Почтовый индекс — 44754. Телефонный код — 3342.